# Єлисєєв Євген Іванович
Євген Іванович Єлисєєв (рос. Евгений Иванович Елисеев; нар. 7 січня 1909, Москва, Російська імперія — пом. 21 серпня 1999, Санкт-Петербург, Росія) — радянський футболіст та тренер, виступав на позиції півзахисника. Заслужений майстер спорту СРСР (1946). Заслужений тренер СРСР (1989).

## Клубна кар'єра
Вихованець клубів «Замоскворіччя» (Москва) та фабрики «Червона Роза» (Москва). Перший тренер — Олександр Михайлович Холін. У 1926 році розпочав футбольну кар'єру в клубі «Трьохгорка» (Москва). Чемпіон Москви 1929, 1930 (в). У 1931 році підсилив склад ленінградського клубу Балтійського суднобудівного заводу «Балтвод». У складі збірної Ленінграда двічі ставав срібним призером чемпіонатів СРСР серед збірних міст (1932 і 1935, провів 4 гри, забив 2 м'ячі). Напередодні початку сезону 1936 року перейшов у московське «Динамо», в складі якого став триразовим чемпіоном СРСР 1936 (весна), 1937, 1940 і володарем Кубка СРСР (1937), входив до числа 33 і 55 найкращих футболістів країни, грав за збірну Москви (1939). По завершенні Другої світової війни в 1945 році став гравцем мінського «Динамо», в якому закінчив кар'єру гравця.

## Кар'єра в збірній
У 1931-1932 роках провів три неофіційних матчі в складі збірної СРСР проти команди Туреччини, в одному з яких забив м'яч.

## Кар'єра тренера
По завершенні кар'єри гравця розпочав тренерську діяльність. З 1945 року по 3 вересня 1947 року очолював мінське «Динамо». Потім виїхав до Литви, де працював у ризьких клубах «Динамо» та «Даугава». У лютому-квітні 1952 року допомагав тренувати збірну СРСР з футболу. З 1958 по 1959 рік очолював московський «Локомотив» (М), а в 1960 році — РЕЗ (Рига). У 1961 році очолив тренерський штаб ленінградського «Зеніту», в якому працював до червня 1964 року. На початку 1965 року призначений на посаду головного тренера харківського «Авангарду», яким керував до липня 1966 року. У 1967 році допомагав тренувати «Зеніт» (Ленінград) та «Даугаву-РЕЗ» (Рига). У 1968 році очолював ташкентський «Пахтакор», а в 1969 році — «Політвідділ» (Янгибазар). З 1970 по 1985 рік тренував дітей у спортивних школах, працював у спортивному товаристві «Зеніт» (Ленінград), а також писав наукові праці з теорії та практики футболу.
21 серпня 1999 помер у Санкт-Петербурзі у віці 90 років.

## Досягнення

### Як гравця
«Трьохгорка» (Москва)
- Чемпіонат Москви
  -  Чемпіон (2): 1929, 1930 (в)

«Динамо» (Москва)
- Чемпіонат СРСР
  -  Чемпіон (3): 1936 (в), 1937, 1940

- Кубок СРСР
  -  Володар (1): 1937

### Як тренера
«Локомотив» (Москва)
- Чемпіонат СРСР
  -  Срібний призер (1): 1959

«Авангард» (Харків)
- Перша ліга СРСР
  -  Бронзовий призер (1): 1965 (2 група Класу A)

### Індивідуальні
- Список 33 найкращих футболістів сезону в СРСР: № 1 (1938), № 2 (1930), № 3 (1933)

### Відзнаки
- Заслужений майстер спорту СРСР: 1946
- Заслужений тренер СРСР: 1989